# 任天堂战争 (游戏)
《任天堂战争》是任天堂和Intelligent Systems开发、任天堂于1988年在日本红白机上发行的策略游戏。该作是任天堂战争系列的开山之作，亦是Intelligent Systems的創業作。
《Famicom通信》为游戏打出33/40分。

## 外部連結
- 红白机40周年纪念活动网站上的《任天堂战争 （页面存档备份，存于）》（日語）